# Кура

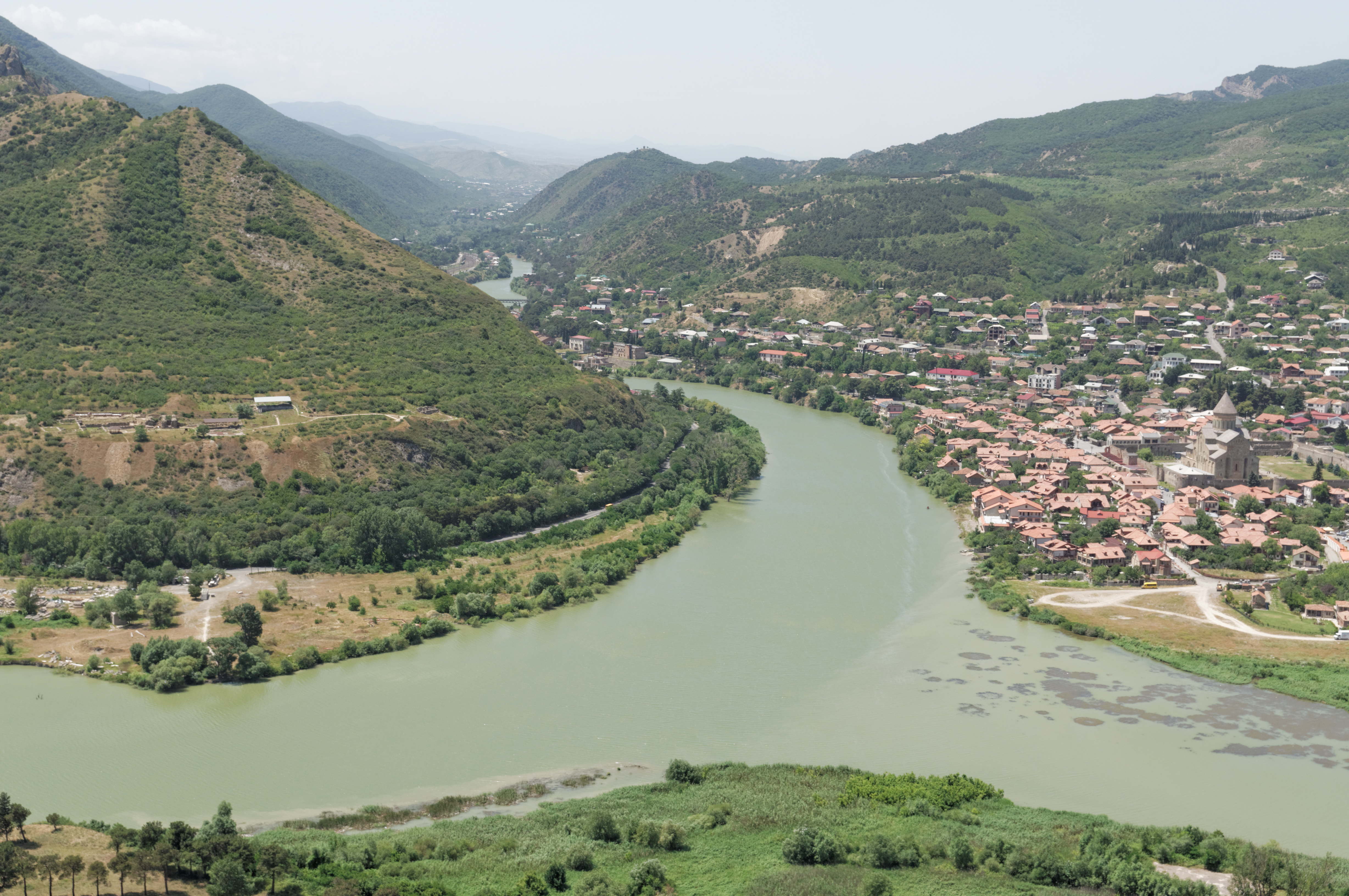
Злиття річок Арагві і Мткварі (Кура), Мцхета.

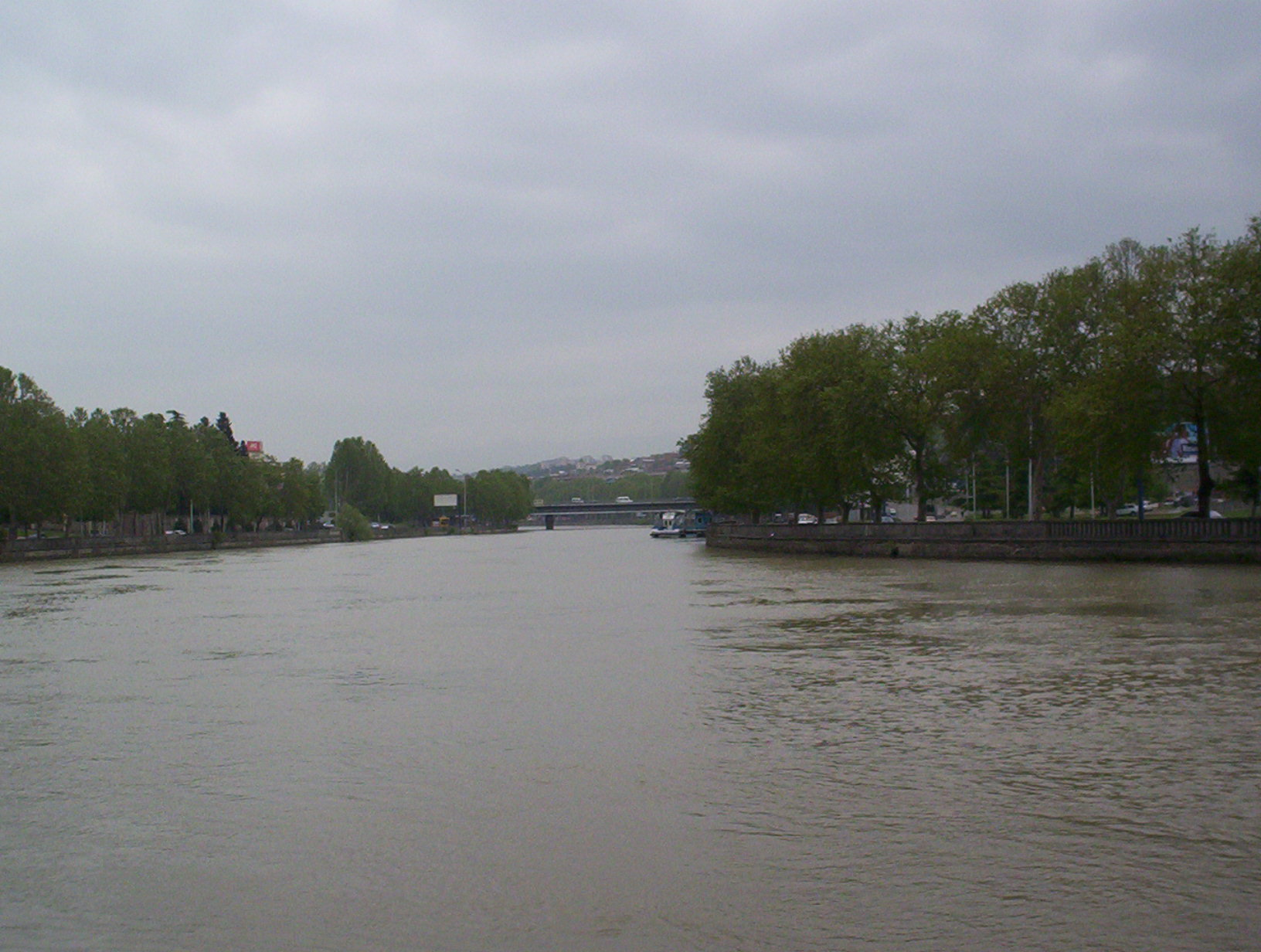
Річка Кура (Мткварі) в Тбілісі

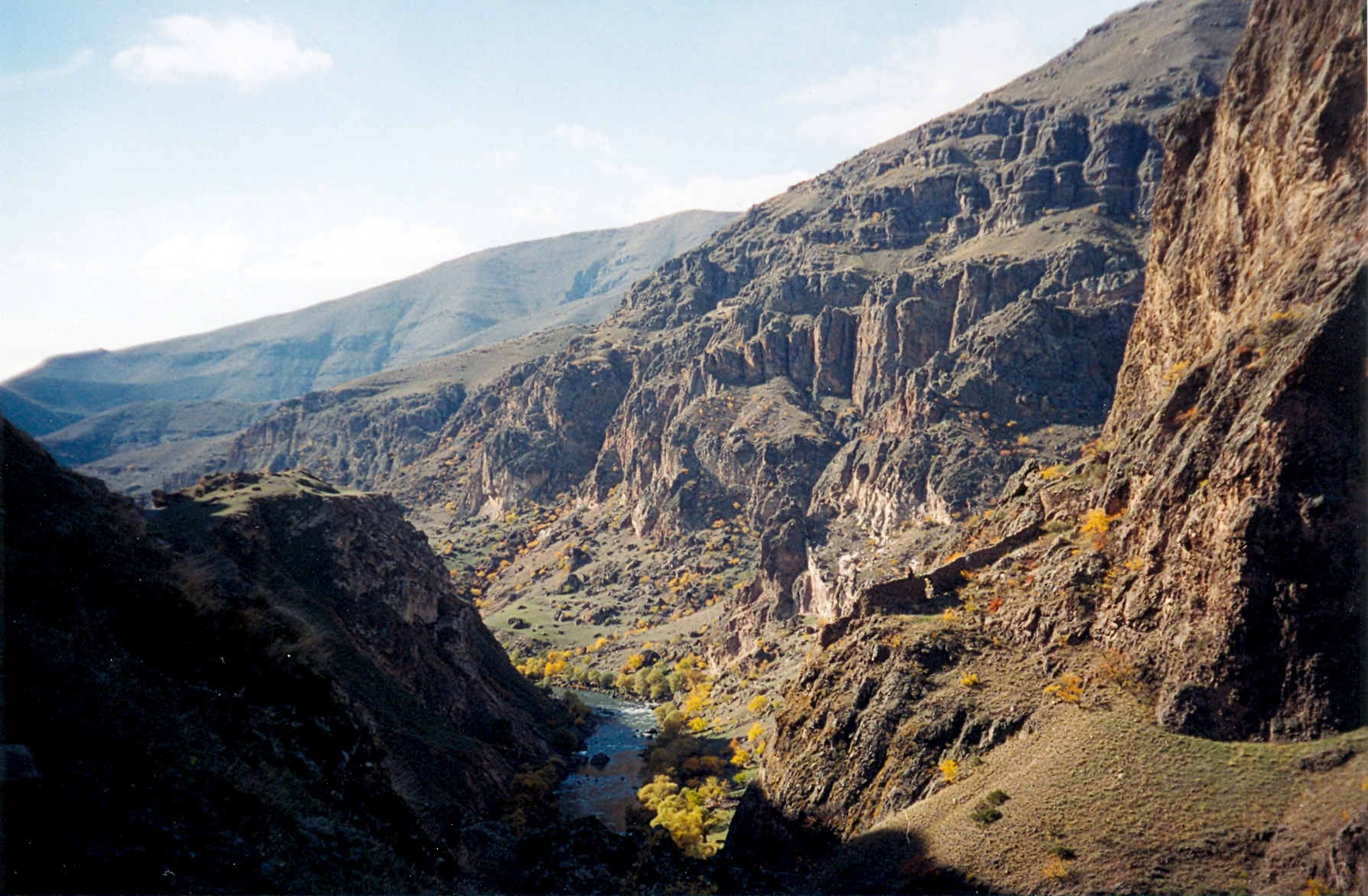
Напівпустельний ландшафт біля Вардзіа.

Кура́ або Мтква́рі (груз. მტკვარი, вірм. Քուր, азерб. і тур. Kür) — найбільша річка Південного Кавказу. Впадає в Каспійське море, тече територією трьох держав: Туреччини, Грузії, Азербайджану. Частина басейну Кури (точніше її найбільшої притоки Аракс) також розміщена і на території Ірану та Вірменії. Довжина Кури становить 1364 км, площа басейну 188 тис. км².

## Етимологія
Назва Кура походить від імені Курош, яке є перською вимовою імені перського короля Кіра Великого. У стародавніх західних документах ця річка була відома як Кірус. Назву Кура прийняли спочатку російські, а пізніше європейські картографи. У деяких визначеннях Європи, річка Кура визначає межу між Європою і Азією.

## Географія
Свій початок річка бере на північному сході Туреччини, в провінції Карс, на Вірменському нагір'ї. Звідти вона тече через Грузію і Азербайджан в Каспійське море. У верхній частині, до міста Тбілісі, Кура тече на північний схід переважно серед ущелин (найвідоміша — Боржомська ущелина Боржомі), що чергуються з міжгірськими улоговинами і рівнинами; нижче Тбілісі річище місцями розбивається на гирла, долина річки розширюється: праворуч розташована Борчалінська рівнина, ліворуч — безводий Караязський степ. У Горі річка різко повертає на південний схід. Прийнявши зліва одну з найбільших приток — Алазані, річка тече серед сухого степу. У районі Мінгечауру перетинає скелясте пасмо Боздаг, вище за яку створена Мінгячевірська ГЕС і Мінгечаурське водосховище.
Нижче Мінгечаура Кура виходить на Кура-Араксинську низовину і має рівнинний характер, сильно меандрує, тече в низьких обвалованних берегах; річище подекуди випрямлене каналами. За 236 кілометрів від гирла Кура приймає свою найбільшу і останню притоку — річку Аракс. Інші, дрібніші, притоки втрачаються в степу і розбираються на зрошування. При впаданні в Каспійське море утворює невелику дельту площею 100 км².

## Гідрографія
Живлення річки змішане: переважає снігове (36 %) і підземне (30 %), дощове становить близько 20 %, льодовикове 14 %. Середня річна витрата у грузино-турецького кордону близько 30 м³/сек, у Тбілісі 205 м³/сек, у Мінгечауру 402 м³/сек, в гирлі 575 м³/сек. Основна частина стоку навесні (60-69 %). Коливання рівня і витрат води нижче Мінгечауру визначаються режимом скидань з водосховища Мінгечаурської ГЕС. Стік наближається до природного тільки нижче впадіння Араксу. Вище Мінгечауру весняна повінь з кінця березня, найбільша у травні, іноді в червні; спад до кінця липня. Численні дощові паводки. Взимку рівні води стійкі. Вода відрізняється великою каламутністю (у нижнії течії коливається від 1.900 до 2.325 г/м³, стік наносів доходить до 21 млн тонн на рік), тому дельта висувається в море на 100 м на рік. Води Кури нижче Тбілісі інтенсивно розбираються для зрошування, каналом передаються для обводнення річки Аракс. На Курі є Читахеві ГЕС, ЗАГЕС, Ортачала ГЕС, Шамкірська ГЕС, Єникендська ГЕС, Мінгечаурська ГЕС; ряд ГЕС створено на притоках.

## Найбільші притоки
Найбільшими притоками Кури є Діді-Ліахві, Ксані, Аракс, Храмі і Алазані.

## Господарське значення
У дельті Кури ловлять севрюгу, белугу, осетера, миногу, судака тощо. Сплав лісу проводиться з верхів’їв до Тбілісі. Судноплавна від гирла до Евлаху.
На Курі розташовані такі міста — Боржомі, Горі, Мцхета, Тбілісі, Руставі, Мінгечаур, Евлах, Сабірабад, Алі-Байрамли Сал'яни.

## Кура в Азербайджані
Кура і Аракс — головні річки Азербайджану; вони протікають через Кура-Аракську долину. Річки, що безпосередньо впадають в Каспійське море починаються переважно на північно-східному схилі Головного Кавказу і Талашськіх гір і течуть через низовини Самур-Девечі і Лєнкорань. Сточище Кури (Мткварі) (86,000 км²) аж до з'єднання з річкою Аракс менше ніж у Араксу (101,937 км²). Але річка далі має назву Кура тому що рівень води Кури є удвічі вищий, ніж річки Аракс.